# Obolon-Krater
Koordinaten: 49° 35′ 0″ N, 32° 55′ 0″ O
Der Obolon-Krater ist ein verschütteter Einschlagkrater in der Ukraine. Sein Durchmesser beträgt 20 km. Er liegt etwa 200 km südöstlich von Kiew bei dem namengebenden Dorf Obolon im Rajon Semeniwka der Oblast Poltawa. Das Alter des Kraters wird auf 169 ± 7 Millionen Jahre geschätzt.